# Imperfectly
Imperfectly és el tercer àlbum d'estudi de la cantant i compositora Ani DiFranco, publicat al 1992.
Per primera vegada en la seva discografia DiFranco s'envolta d'altres musics a l'estudi, entre els quals destaca Andy Stochansky, bateria que l’acompanyarà durant tota la dècada tant en les seves gires com en els seus discs d’estudi, sent Up Up Up Up Up Up (1999) l’últim en què hi col·labora.

## Llista de cançons
Totes les cançons foren escrites i compostes per Ani DiFranco. 
| Núm. | Títol                       | Durada |
| ---- | --------------------------- | ------ |
| 1.   | «What If No One's Watching» | 3:11   |
| 2.   | «Fixing Her Hair»           | 4:38   |
| 3.   | «In or Out»                 | 3:02   |
| 4.   | «Every State Line»          | 3:03   |
| 5.   | «Circle of Light»           | 2:26   |
| 6.   | «If It Isn't Her»           | 3:54   |
| 7.   | «Good, Bad, Ugly»           | 2:57   |
| 8.   | «I'm No Heroine»            | 3:17   |
| 9.   | «Coming Up»                 | 1:46   |
| 10.  | «Make Them Apologize»       | 4:15   |
| 11.  | «The Waiting Song»          | 4:11   |
| 12.  | «Served Faithfully»         | 2:50   |
| 13.  | «Imperfectly»               | 3:48   |

## Personal
- Ani DiFranco - veu, guitarra acústica, slide guitar, percussió
- Andy Stochansky - bateria, percussió
- Geoff Perry - baix
- George Puleo - guitarra eléctrica
- Tim Allan - mandolina a «Fixin Her Hair»
- Greg Horn - trompeta a «Circle of Light»
- Mary Ramsey - viola a «Served Faithfully»

### Producció
- Producció - Ani DiFranco, Ed Stone
- Enginyeria - Ed Stone, Tony Romano
- Masterització - Ed Stone
- Disseny - Vicky Vullo, David Meinzer
- Fotografia - Scot Fisher